# Matteo Leoni
Matteo Leoni (Milano, 25 gennaio 1990) è un attore e comico italiano.

## Biografia
Conosciuto per aver partecipato, nel ruolo di Tinelli, alla serie televisiva Quelli dell'intervallo (2005-2008), ha preso parte anche ai tre spin-off di quest'ultimo: Quelli dell'intervallo in vacanza (2008), Quelli dell'Intervallo Cafe (2010-2011) e Casa Pierpiero (2011); ha fatto inoltre parte del cast di Fiore e Tinelli (2007-2009), al fianco di Francesca Calabrese e Max Pisu. Nel 2010 ha condotto, insieme a Romolo Guerreri, il programma Sketch Up su Disney XD. Nel 2008 è stato ospite di Zelig su Canale 5. 
Nel 2010 ha doppiato il personaggio di Andy nel film d'animazione Toy Story 3 - La grande fuga, mentre nel 2014 ha recitato nella commedia di Carlo Vanzina Sapore di te.

## Filmografia

### Cinema
- Sapore di te, regia di Carlo Vanzina (2014)
- Chiamatemi Francesco - Il Papa della gente, regia di Daniele Luchetti (2015)
- The Startup, regia di Alessandro D'Alatri (2017)
- Lo spietato, regia di Renato De Maria (2019)
- Lamborghini - The Man Behind the Legend, regia di Robert Moresco (2023)

### Televisione
- Quelli dell'intervallo – serie TV (2005-2008)
- Quelli dell'intervallo in vacanza – serie TV (2008)
- Fiore e Tinelli – serie TV (2007-2009)
- Sketch Up – serie TV (2010)
- Quelli dell'Intervallo Cafe – serie TV (2010)
- La famiglia Gionni – serie TV (2011)
- Life Bites - Pillole di vita – serie TV (2011, episodio 13)
- Intour – serie TV (2012)
- Benvenuti a tavola 2 - Nord vs Sud – serie TV (2013)
- Un matrimonio – miniserie TV (2013)

## Doppiaggio
- Andy in Toy Story 3 - La grande fuga (2010)